# دارين بروكس (ممثل)
دارين بروكس (بالإنجليزية: Darin Brooks)‏ هو ممثل أمريكي، ولد في 27 مايو 1984 في هونولولو في الولايات المتحدة. من الجوائز التي نالها Daytime Emmy Award for Outstanding Younger Actor in a Drama Series ‏ عن عمل أيام حياتنا سنة 2009.

## أعمال

### مسلسلات
- ذا بولد أند ذا بيوتيفول

## جوائز وترشيحات
جوائز
- Daytime Emmy Award for Outstanding Younger Actor in a Drama Series [الإنجليزية]‏، عن عمل: أيام حياتنا (2009)

ترشيحات
- Daytime Emmy Award for Outstanding Younger Actor in a Drama Series [الإنجليزية]‏، عن عمل: أيام حياتنا (2008)

## وصلات خارجية
- الموقع الرسمي
- دارين بروكس على موقع IMDb (الإنجليزية)
- دارين بروكس على موقع روتن توميتوز (الإنجليزية)
- دارين بروكس على موقع قاعدة بيانات الفيلم (الإنجليزية)